# Paul Janke

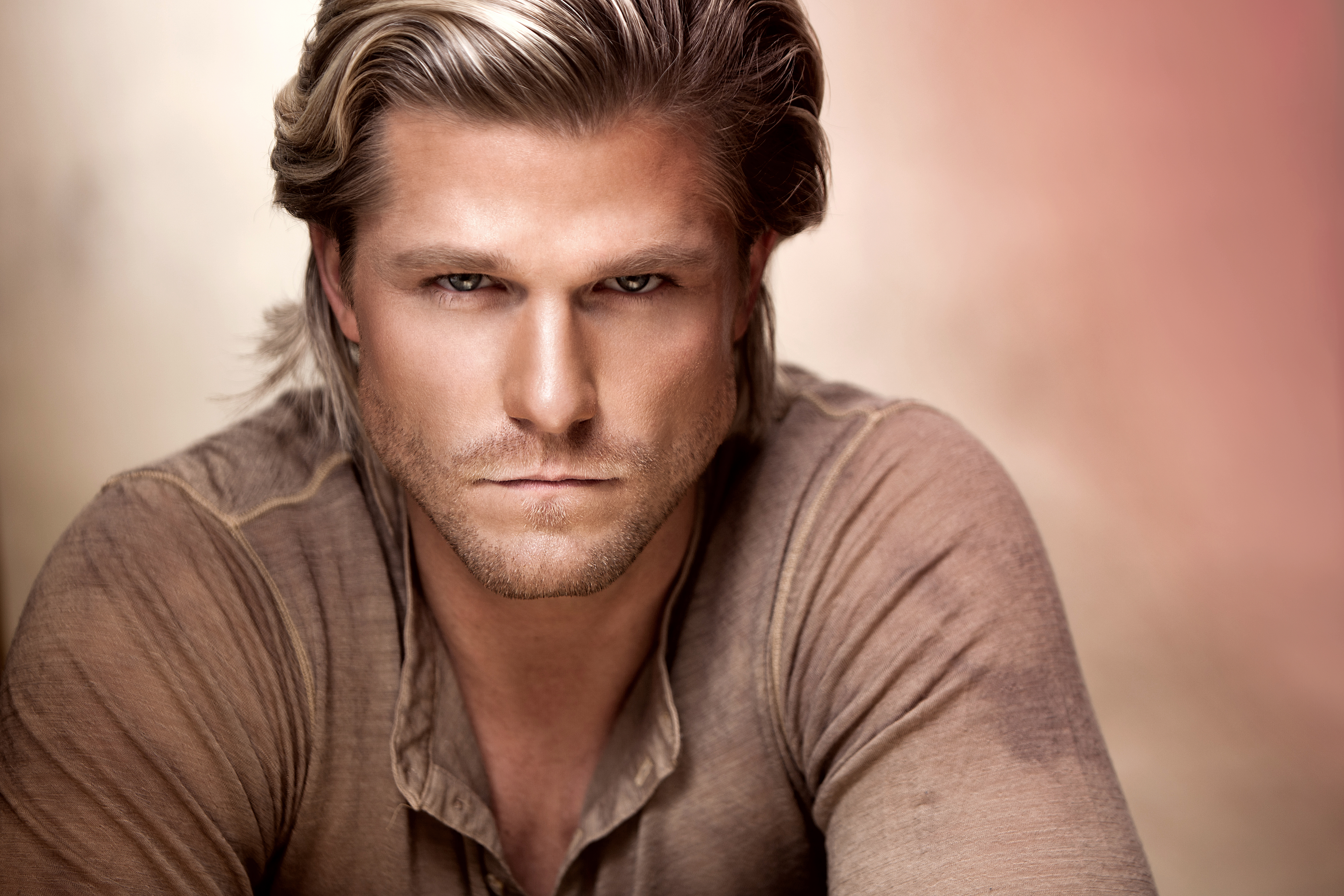
Paul Janke (2012)

Paul Janke (* 16. September 1981 in Hamburg) ist ein deutscher Fernsehdarsteller und Musikproduzent. Er war der Protagonist der 2012 ausgestrahlten zweiten Staffel der RTL-Fernsehshow Der Bachelor. Janke wurde 2009 Mister Hamburg und belegte den vierten Platz bei der Wahl zum Mister Germany. Janke spielte jahrelang in der Oberliga Nord Fußball. Eine Kollaboration mit dem Danceprojekt Master Blaster führte zu einer Chartplatzierung in Deutschland.

## Leben
Janke wuchs mit Eltern und seiner älteren Schwester in Hamburg-Winterhude auf. Nach seinem Abitur leistete er Zivildienst und begann anschließend an der Leuphana Universität Lüneburg ein Studium der Betriebswirtschaftslehre mit dem Schwerpunkt Marketing, das er als Diplom-Kaufmann abschloss.
Am 22. November 2008 wurde Janke zum „Mister Hamburg 2009“ gewählt. Bei der anschließenden Wahl zum Mister Germany 2009 am 13. Dezember 2008 in Linstow erreichte Janke den vierten Platz.
Im April 2009 zog Janke nach Hannover, wo er für die Bacardi GmbH im Vertrieb arbeitete. Anfang 2011 zog er zurück nach Hamburg, wo ihm sein Arbeitgeber eine Stelle angeboten hatte; hier betreute er die gehobene Gastronomie und Hotellerie.
Vom 4. Januar 2012 bis 22. Februar 2012 war er Protagonist der RTL-Sendung Der Bachelor und vergab die letzte Rose an Anja Polzer. Bis zum Beginn seiner Teilnahme an der Fernsehsendung war Janke weiterhin beschäftigt, ließ sich jedoch für die Sendung bis März 2012 freistellen.
Seither war Janke regelmäßig in diversen Fernsehsendungen zu sehen. Im April 2012 war er Teilnehmer in einer Folge der VOX-Fernsehshow Das perfekte Promi-Dinner, in welcher er den ersten Platz belegte. Weiterhin nahm er im Oktober 2014, neben den anderen ehemaligen Teilnehmern Juliane Ziegler, Jan Kralitschka und Anna Hofbauer, an einem Bachelor-Spezial teil und belegte Platz zwei.
Im September 2012 veröffentlichte Janke zusammen mit dem Dance-Projekt Master Blaster eine Neuaufnahme des Titels Hypnotic Tango. Er veröffentlichte mehrere Singles als Produzent, die Kollaboration mit dem Danceprojekt Master Blaster führte zu einer Chartplatzierung in Deutschland.
Ende 2012 war er in einer Gastrolle in der ARD-Vorabendserie Verbotene Liebe zu sehen.
Von April bis Mai 2013 nahm er als Kandidat an der sechsten Staffel der Tanz-Show Let’s Dance teil. Mit seiner Profi-Tanzpartnerin Jekaterina Leonowa belegte er den dritten Rang.
Im Juni 2014 fungierte er neben Jana Ina als RTL-Reporter für Punkt 12 anlässlich der Fußball-WM und veröffentlichte zusammen mit Tony T. das Lied I Wanna Live in Brazil. Im August 2014 nahm Janke an der zweiten Staffel von Promi Big Brother teil und belegte dort den vierten Platz. Im August 2015 stellte er in Berlin seine neue Single Say vor.
2017 und 2018 wirkte er beim RTL Ninja Warrior Germany Promi-Special für den RTL-Spendenmarathon mit und schaffte es dort jeweils in die zweite Runde.
Am 16. März 2019 war er Kandidat bei der ProSieben-Show Schlag den Star, in der er Lucas Cordalis im letzten Spiel unterlag.
Im Oktober 2019 wirkt er in der RTL-Fernsehsendung Bachelor in Paradise in der Rolle eines Barkeepers, der den Protagonisten beratend zur Seite steht, mit.
2020 war Janke Kandidat in der ersten Ausgabe der ProSieben-Show Die! Herz! Schlag! Show!. Am 25. September 2020 nahm er an Das große Sat.1 Promiboxen teil und verlor gegen seinen Gegner Filip Pavlović.

## Fußballspieler
Janke war als Fußballspieler aktiv. Er begann bereits 1984 das Fußballspielen beim VfL 93 Hamburg. 1992 wechselte er zum FC St. Pauli und durchlief dort alle Jugendmannschaften. Ab 1998 spielte er bei den Amateuren des FC St. Pauli, bis er im Juli 2000 zum VfL Pinneberg wechselte. Dort spielte er bis 2003. Seither war er bei verschiedenen norddeutschen Oberligisten tätig. Er war bis 2005 beim SC Concordia Hamburg aktiv, spielte in der Saison 2005/06 wieder für Pinneberg, um danach wieder bis 2009 für Concordia Hamburg und bis 2011 für SV Arminia Hannover in der Oberliga aktiv zu sein. In der Saison 2011/12 spielte er für den Niendorfer TSV und von 2012 bis 2015 beim VfL 93 Hamburg in der Bezirksliga Nord und stieg mit ihm in die Landesliga auf. Ab 2015/16 war er beim SV Uhlenhorst-Adler aktiv; 2018 beendete er seine Karriere.

## Fernsehauftritte (Auswahl)
- 2012: Der Bachelor (RTL)
- 2012: Das perfekte Promi-Dinner (VOX)
- 2012: Markus Lanz (ZDF)
- 2012: Es kann nur E1NEN geben (RTL)
- 2012: Total Blackout – Stars im Dunkeln (RTL)
- 2012: Die Pyramide (ZDF)
- 2012: Verbotene Liebe (Gastrolle) (ARD)
- 2013: RTL Punkt 12, als Kommentator zu Der Bachelor (RTL)
- 2013: Let’s Dance (RTL)
- 2014: Promi Shopping Queen (VOX)
- 2014: RTL Punkt 12, als Fußball-WM-Experte (RTL)
- 2014: Die Bachelorette (Gast) (RTL)
- 2014: Promi Big Brother (Sat.1)
- 2014: Jungen gegen Mädchen (RTL)
- 2015: TV total Deutscher Eisfußball-Pokal (ProSieben)
- 2015: The Big Surprise – Dein schönster Albtraum (ProSieben)
- 2016: Die Kirmeskönige (RTL)
- 2016, 2017: Die große ProSieben Völkerball Meisterschaft (ProSieben)
- 2017: Die beste Show der Welt (ProSieben)
- 2017: Bad Cop – kriminell gut (RTL)
- 2017: Grill den Henssler (VOX)
- 2017: RTL Ninja Warrior Germany Promi-Special 2017 (RTL)
- 2018: Ninja Warrior Germany – Promi-Team-Special 2018 (RTL)
- 2018: Ninja Warrior Germany – Promi-Special 2018 (RTL)
- 2018: Shopping Queen (VOX)
- 2018: Bachelor in Paradise (RTL)
- 2018: Die ProSieben Wintergames (ProSieben)
- 2018: Wer weiß denn sowas? (ARD)
- seit 2019: Joko & Klaas gegen ProSieben (ProSieben)
- 2019: Schlag den Star (ProSieben)
- 2019: Stars im Spiegel – Sag mir, wie ich bin! (RTL)
- 2019: Joko gegen Klaas – Das Duell um die Welt (ProSieben)
- 2019: Bachelor in Paradise (RTL)
- 2020: Die! Herz! Schlag! Show! (ProSieben)
- 2020: Die Festspiele der Reality Stars – Wer ist die hellste Kerze? (Sat.1)
- 2020: Das große Sat.1 Promiboxen (Sat.1)
- 2021: Bachelor in Paradise (RTL)
- 2022: Ich bin ein Star – Die Stunde danach (RTL)
- 2022: RTL Turmspringen (RTL)
- 2022: Bachelor in Paradise (RTL)
- 2022: Wok-WM (ProSieben)
- 2023: Kampf der Realitystars – Schiffbruch am Traumstrand (RTL Zwei)
- 2023: Bachelor in Paradise (RTL)
- 2023: Hot oder Schrott (VOX)
- 2023: Schlag den Besten (RTL)
- 2023: Stars in der Manege (Sat.1)
- 2024: IBES – Die Stunde danach (RTL)
- 2024: RTL Turmspringen (RTL)
- 2024: American Ice Football (RTL)
- 2024: Grill den Henssler (VOX)
- 2024: Stern TV (RTL)
- 2024: The 50 (Prime Video)
- 2024: Splash! Das Promi-Pool-Quiz (RTL)
- 2025: Du gewinnst hier nicht die Million bei Stefan Raab (RTL)
- 2025: Most Wanted – Wer entkommt? (ProSieben)

## Diskografie
- 2012: Hypnotic Tango 2k12 – Master Blaster vs. Paul Janke
- 2013: Helden der Nacht – Paul Janke feat. Marry
- 2014: I Wanna Live in Brazil – Paul Janke feat. Tony T Multitalented
- 2014: Der 4. Stern in Brazil – Paul Janke feat. Tony T Multitalented
- 2015: Say – Paul Janke & Ceresia
- 2016: Wir heben ab – Paul Janke
- 2018: Du trägst keine Liebe in dir – Paul Janke, Kai Schwarz feat. Tom Marks
- 2020: Ein Hauch von Nichts (Chippendales Boy) –  Annabel Anderson feat. Paul Janke